# IC 4
IC 4 je intermedijarna spiralna galaktika u zviježđu Pegazu. 

## Vanjske poveznice
- (engl.) SEDS: IC 4
- (engl.) Hartmut Frommert: Katalog SEDS
- (engl.) Izvangalaktička baza podataka NASA-e i IPAC-a
- (engl.) Astronomska baza podataka SIMBAD
- (engl.) VizieR
- THE NGC/IC Project DSS-ova slika
- (engl.) Auke Slotegraaf: Deep Sky Observer's Companion
- (engl.) DSO-tražilica[neaktivna poveznica]
- (engl.) Courtney Seligman: Objekti Indeksnog kataloga